# Brother Jonathan (bateau)
Pour l’article homonyme, voir Brother Jonathan.
Le Brother Jonathan est un bateau à vapeur à aubes qui opéra sur les côtes est et ouest des États-Unis dans les années 1850 et 1860.
Le 30 juillet 1865, pris dans une tempête, il heurte un rocher au large de Crescent City en Californie. Sur les 244 passagers et membres d'équipage, seuls 19 survivent au naufrage.
L'épave a été retrouvée en 1993 et est désormais inscrite au Registre national des lieux historiques.

## Naufrage
Le 30 juillet 1865, en route vers Portland, le Brother Jonathan est pris dans une tempête avec 244 passagers et membres d'équipage à bord ainsi qu'une importante cargaison d'or. Il heurte un rocher au large de Crescent City et finit par sombrer. Seules 19 personnes à bord d'une chaloupe survivent au naufrage.

## Découverte de l'épave

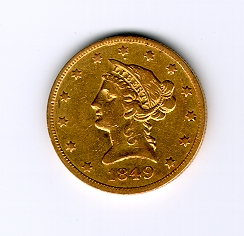
Pièce d'or trouvée dans l'épave du Brother Jonathan.

Pendant plus de 100 ans, l'épave reste introuvable jusqu'à ce que l'équipe de Deep Sea Research finisse par la découvrir en octobre 1993. Divers objets sont alors remontés, dont 1 206 pièces d'or, principalement des double eagle.

## Mémoire

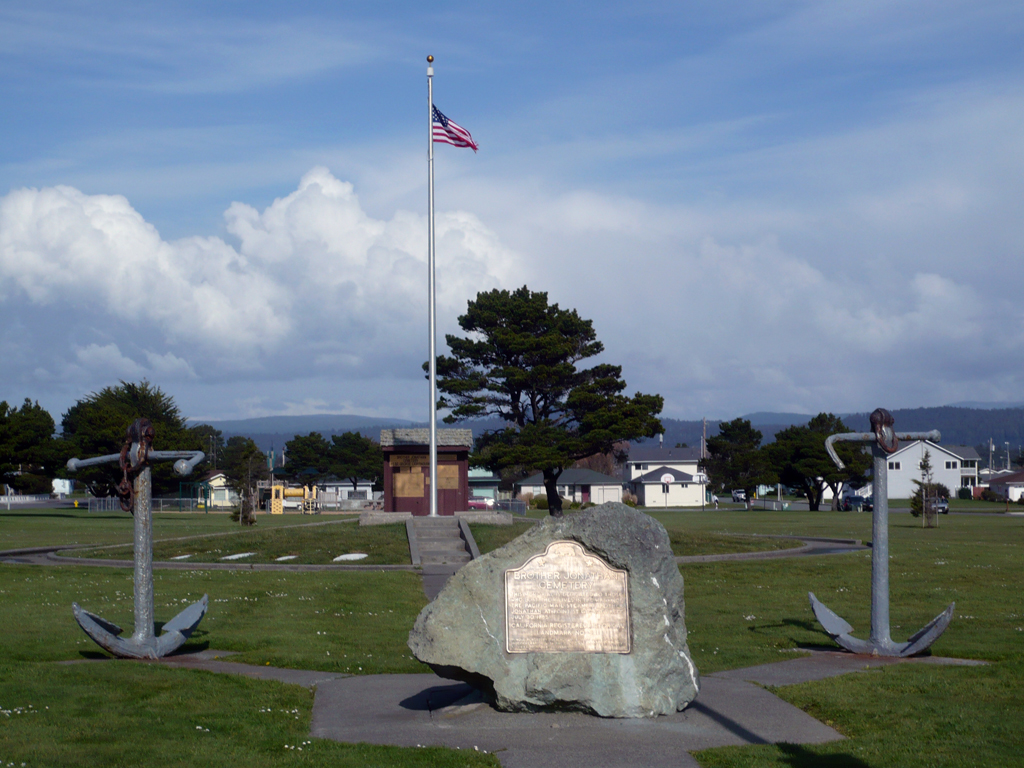
Le Brother Jonathan Cemetery à Crescent City.

Le récif sur lequel le navire a coulé est maintenant connu sous le nom de Jonathan Rock, et le phare de St. George Reef a été construit en réponse à cette catastrophe. Un monument commémoratif pour les défunts, enregistré en tant que California Historical Landmark no 541, se trouve au Brother Jonathan Vista Point à Crescent City. Le naufrage est répertorié dans le Registre national des lieux historiques.